# S-blokken
S-blokken (s for 'skarp'), et af det periodiske systems blokke, udgøres af grupperne 1 (I, alkalimetaller) og 2 (II, jordalkalimetaller) samt brint og helium. Fælles for disse grundstoffer er at de elektroner, der har den højeste energi i grundtilstanden, befinder sig i s-orbitaler i den yderste skal. En orbital kan højst indeholde to elektroner, og da en elektronskal maksimalt kan have en s-orbital findes der præcis to s-bloksgrundstoffer i hver periode.